# Mark Everett (atleet)
David Mark Everett (Milton, 2 september 1968) is een voormalige Amerikaanse middellangeafstandsloper, die was gespecialiseerd in de 800 m. Hij nam driemaal deel aan de Olympische Spelen.

## Biografie
In 1988 nam Everett een eerste keer deel aan de Olympische Zomerspelen. Hij werd uitgeschakeld in de series van de 800 meter. Op de WK 1991 behaalde Everett de bronzen medaille in de finale van de 800 meter. In een tijd van 1.44,67 eindigde hij achter Billy Konchellah en José Luíz Barbosa. In 1992 kon Everett zich kwalificeren voor de finale van de 800 meter op de Olympische Zomerspelen in Barcelona. In deze finale haalde hij de finish niet.
In 1993 nam Everett deel aan de WK indoor in Toronto. Samen met Darnell Hall, Brian Irvin en Jason Rouser werd Everett wereldkampioen in de 4x400 meter estafette. Zowel op de WK 1995 als op de WK 1997 eindigde Everett op de 8e plaats. Samen met Jason Rouser, Sean Maye en Deon Minor werd Everett opnieuw wereldkampioen tijdens de 4x400 meter op de WK indoor in 1997. 

## Persoonlijke records
Outdoor
| Afstand | Prestatie | Datum             | Plaats   |
| ------- | --------- | ----------------- | -------- |
| 400 m   | 44,59 s   | 27 juni 1991      | Helsinki |
| 800 m   | 1.43,20   | 9 juli 1997       | Linz     |
| 1000 m  | 2.25,47   | 19 september 1998 | Tokio    |

Indoor
| Afstand | Prestatie | Datum            | Plaats      |
| ------- | --------- | ---------------- | ----------- |
| 300 m   | 33,41 s   | 15 januari 1989  | Gainesville |
| 400 m   | 45,44 s   | 28 februari 1991 | Gainesville |
| 500 m   | 1.00,19   | 28 februari 1992 | New York    |
| 800 m   | 1.46,28   | 25 februari 1990 | Gainesville |
| 1000 m  | 2.38,23   | 18 januari 1998  | Hamilton    |

## Palmares

### 800 m
- 1988: 4e series OS - 1.49,86
- 1991:  WK - 1.44,67
- 1992: DNF finale OS
- 1993: 8e in ½ fin. WK - 1.57,39
- 1995: 8e  WK - 1.53,12
- 1997: 8e  WK - 1.49,02
- 1997: 5e series WK indoor - 1.57,16
- 2000: 5e series OS - 1.49,77

### 4 x 400 m
- 1993:  WK indoor - 3.04,20
- 1997:  WK indoor - 3.04,93